# The Ocean/Burst
The Ocean/Burst è un singolo del gruppo musicale tedesco The Ocean e del gruppo musicale svedese Burst, pubblicato nel 2005.

## Descrizione
Si tratta di uno split edito dalla Garden of Exile Records in tiratura limitata a 700 copie. In esso sono presenti i brani Killing the Flies e Flight's End, rispettivamente tratti da Aeolian degli Ocean e Origo dei Burst, entrambi usciti nel 2005.
La copertina del singolo è stata realizzata da Seldon Hunt, noto per aver lavorato con Isis e Neurosis.

## Tracce
Lato A
1. The Ocean – Killing the Flies – 7:13 (Robin Staps)

Lato B
1. Burst – Flight's End – 5:13 (Patrik Hultin, Jonas Rydberg, Jesper Liveröd, Linus Jägerskog, Robert Reinholdz)

## Formazione
Hanno partecipato alle registrazioni, secondo le note di copertina:

### The Ocean
Gruppo
- Torge Liessmann – batteria
- Jonathan Heine – basso
- Robin Staps – chitarra, programmazione
- Tomas Hallbom – voce
- Nate Newton – voce
- Ercüment Kasalar – voce
- Nico Webers – voce
- Meta – voce

Produzione
- Robin Staps – produzione
- Jochem Jacobs – mastering

### Burst
Gruppo
- Linus Jägerskog – voce
- Robert Reinholdz – chitarra, voce
- Jonas Rydberg – chitarra, percussioni
- Jesper Liveröd – basso, voce
- Patrik Hultin – batteria, percussioni

Produzione
- Fredrik Reinedahl – produzione, ingegneria del suono
- Burst – produzione
- Henryk Lipp – produzione, ingegneria del suono
- Alan Douches – mastering